# Eino Leino (zápasník)
Eino Aukusti Leino (7. dubna 1891 Kuopio, Finsko – 30. listopadu 1986 Tampere, Finsko) byl finský zápasník, volnostylař.
V roce 1920 vybojoval zlatou medaili na olympijských hrách v Antverpách ve střední váze. V roce 1924 na hrách v Paříži vybojoval stříbro ve welterové váze. V roce 1928 na hrách v Amsterdamu v lehké váze a v roce 1932 na hrách v Los Angeles ve welterové váze vybojoval bronzovou medaili.

Nikdy nestartoval na mistrovství světa ani Evropy.
Od roku 1920 pobýval ve Spojených státech, kde v roce 1920 a 1923 zvítězil na mistrovství Amatérské atletické unie.